# Ogíjares
Ogíjares – gmina w Hiszpanii, w prowincji Grenada, w Andaluzji, o powierzchni 6,91 km². W 2014 roku gmina liczyła 13 681 mieszkańców.
Rolnictwo zawsze było głównym sektorem gospodarki w Ogíjares.